# Lijst van schaatsrecords ploegenachtervolging vrouwen (junioren)
Dit is een overzicht van de ontwikkeling van junioren-schaatsrecords op de ploegenachtervolging vrouwen.
De ploegenachtervolging bij de vrouwen bestaat uit zes ronden schaatsen, alleen de binnenbocht. Het onderdeel wordt uitgevoerd door drie vrouwen, die door middel van afwisseling van de koppositie zo snel mogelijk naar de finish moeten rijden. De tijd van de derde rijder die over de finish komt telt.
Sinds 2006 staat dit onderdeel ook op het programma op de Olympische Spelen.

## Ontwikkeling wereldrecord ploegenachtervolging
| Nr. | Namen                                                     | Land       | Tijd    | Datum            | Baan           |
| --- | --------------------------------------------------------- | ---------- | ------- | ---------------- | -------------- |
| 1   | Janneke Ensing Annette Gerritsen Ireen Wüst               | Nederland  | 3.12,38 | 12 december 2004 | Moskou         |
| 2   | Ingeborg Kroon Maren van Spronsen Foske Tamar van der Wal | Nederland  | 3.09,11 | 12 maart 2006    | Erfurt         |
| 3   | Jekaterina Ajdova Tatjana Sokirko Olga Zjigina            | Kazachstan | 3.05,45 | 13 december 2009 | Salt Lake City |
| 4   | Joy Beune Elisa Dul Jutta Leerdam                         | Nederland  | 3.02,72 | 3 maart 2018     | Salt Lake City |
| 5   | Joy Beune Elisa Dul Jutta Leerdam                         | Nederland  | 2.59,55 | 11 maart 2018    | Salt Lake City |

## OntwikkelingNederlandsrecord ploegenachtervolging
| Nr. | Namen                                                     | Tijd    | Datum            | Baan           |
| --- | --------------------------------------------------------- | ------- | ---------------- | -------------- |
| 1   | Janneke Ensing Annette Gerritsen Ireen Wüst               | 3.12,38 | 12 december 2004 | Moskou         |
| 2   | Ingeborg Kroon Maren van Spronsen Foske Tamar van der Wal | 3.09,11 | 12 maart 2006    | Erfurt         |
| 3   | Lotte van Beek Roxanne van Hemert Yvonne Nauta            | 3.08,35 | 14 maart 2010    | Moskou         |
| 4   | Joy Beune Elisa Dul Jutta Leerdam                         | 3.02,72 | 3 maart 2018     | Salt Lake City |
| 5   | Joy Beune Elisa Dul Jutta Leerdam                         | 2.59,55 | 11 maart 2018    | Salt Lake City |